# سونی اکسپریا

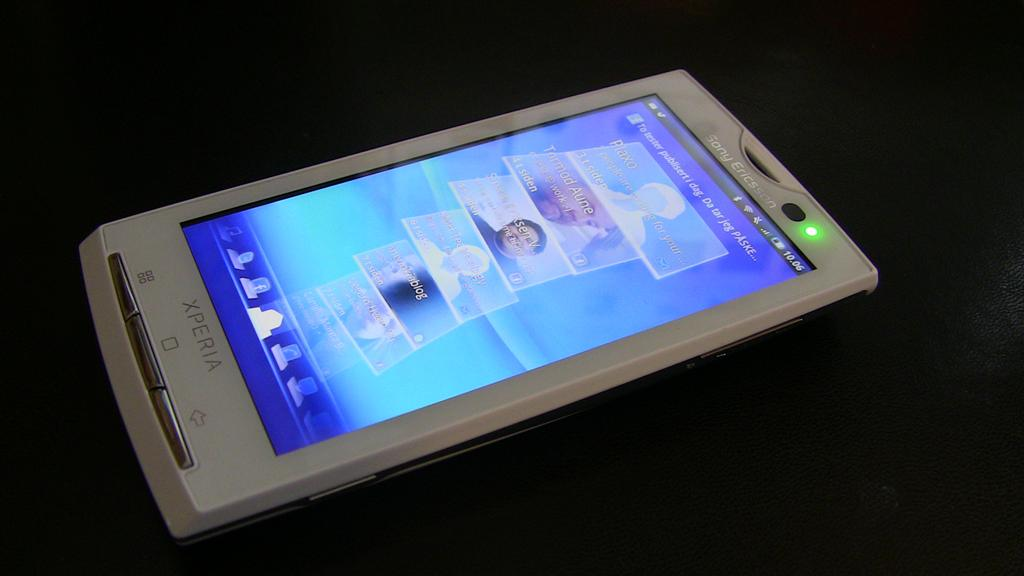
گوشی های سونی سری اکسپریا

سونی اکسپریا یک خانواده از گوشی‌های هوشمند و تبلت‌های شرکت سونی است. خط تولید تلفن‌های همراه اکسپریا در سال ۲۰۰۸ راه‌اندازی شد و اولین تبلت تولیدی تحت این نام تجاری در سال ۲۰۱۲ تولید شد. نام اکسپریا (Xperia) از واژه (experience) الهام گرفته شده‌است و اولین بار در گوشی سونی اریکسون اکس‌پریا اکس۱ استفاده شده است.
Xperia Z پرفروش‌ترین گوشی اکسپریا تا الان می‌باشد. پرچمدار جهانی این شرکت Xperia 5  است که در شهریور ماه ۱۳۹۸ رونمایی شد.